# Rezerwat przyrody Narok
Rezerwat przyrody Narok – leśny rezerwat przyrody położony na terenie gminy Dąbrowa w województwie opolskim.
Obszar chroniony został utworzony 10 października 2023 na podstawie Zarządzenia Regionalnego Dyrektora Ochrony Środowiska w Opolu z dnia 10 października 2023 r. w sprawie uznania za rezerwat przyrody „Narok” terenu o powierzchni 113,87 ha, położonego w gminie Dąbrowa w województwie opolskim (Dz. Urz. Woj. Op. z 2023 r., poz. 2986), na terenie Stobrawskiego Parku Krajobrazowego.
Rezerwat obejmuje las dolinny w dolinie Odry, na który składają się łęgowe lasy dębowo-wiązowe Ficario-Ulmetum (z partiami grądów Galio-Carpinetum), a  w starorzeczach także lasy olszowo-jesionowe Fraxino-Alnetum. Teren rezerwatu cechuje się znacznym zróżnicowaniem gatunkowym i ekologicznym, oprócz środowisk leśnych występują tu także wodne, a udział starych drzewostanów oraz obszarów mało zmienionych przez człowieka jest duży. Uważa się, że wśród europejskich siedlisk lasów dębowo-wiązowych, te z rejonu Naroka należą do największych i najbardziej bioróżnorodnych w Europie. Występują tu gatunki chronione flory i fauny. 
W momencie ustanowienia został największym powierzchniowo rezerwatem przyrody województwa opolskiego.